# لويس هنتر (ممثل)
لويس هنتر (بالإنجليزية: Louis Hunter)‏ (و. 1992  م) هو ممثل مسرحي، وممثل أفلام أسترالي، ولد في سيدني، بدأ مشواره المهني سنة 2008.

## وصلات خارجية
- لويس هنتر على موقع IMDb (الإنجليزية)
- لويس هنتر على موقع ألو سيني (الفرنسية)
- لويس هنتر على موقع قاعدة بيانات الفيلم (الإنجليزية)
- لويس هنتر على موقع كينوبويسك (الروسية)

- لويس هنتر في قاعدة بيانات الأفلام على الإنترنت